# Juan Carlos Medina
Juan Carlos „Negro” Medina Alonzo (ur. 22 sierpnia 1983 w Torreón) – meksykański piłkarz występujący na pozycji defensywnego pomocnika, reprezentant Meksyku.

## Kariera klubowa
Medina jest wychowankiem akademii juniorskiej Centro de Sinergia Futbolística (CESIFUT) z miasta Durango, skąd w późniejszym czasie przeszedł do zespołu Club Atlas z siedzibą w Guadalajarze. Do pierwszej drużyny został włączony jako dwudziestolatek przez szkoleniowca Fernando Quirarte i w meksykańskiej Primera División zadebiutował 31 sierpnia 2003 w przegranym 0:1 meczu z Tecos UAG. Podstawowym zawodnikiem Atlasu został już pół roku później, za kadencji trenera Sergio Bueno. Premierowego gola w najwyższej klasie rozgrywkowej zdobył 30 września 2004 w wygranej 3:1 konfrontacji z Pumas UNAM. Już do końca pobytu w macierzystym klubie miał pewne miejsce w wyjściowej jedenastce, jednak nie osiągnął z nim żadnych większych sukcesów. W 2008 roku zajął z Atlasem drugie miejsce w InterLidze – rozgrywkach kwalifikacyjnych do Copa Libertadores.
Latem 2008 Medina za sumę trzech milionów dolarów przeszedł do ekipy Club América ze stołecznego miasta Meksyk. Tam początkowo nie spełnił pokładanych w nim nadziei i już po pół roku został oddany na wypożyczenie do CF Monterrey, gdzie spędził półtora roku w roli rezerwowego. W jesiennym sezonie Apertura 2009 wywalczył z nim pierwszy w swojej karierze tytuł mistrza Meksyku, natomiast w 2010 roku triumfował w rozgrywkach InterLigi. W lipcu 2010 udał się na kolejne wypożyczenie, tym razem na rok do niżej notowanego San Luis FC. Tam z kolei pełnił rolę podstawowego gracza drużyny, lecz zamiast walczyć o sukcesy, klub głównie bronił się przed spadkiem z ligi. Po powrocie do Amériki początkowo był głębokim rezerwowym, jednak już w lutym 2012 szkoleniowiec Miguel Herrera uczynił z niego jednego z zawodników pierwszego składu. W wiosennych rozgrywkach Clausura 2013, mając niepodważalne miejsce w wyjściowej jedenastce, zdobył ze swoją drużyną swoje drugie mistrzostwo Meksyku, natomiast pół roku później, podczas jesiennego sezonu Apertura 2013, zanotował z nią tytuł wicemistrzowski.
W lipcu 2014 Medina powrócił do swojej macierzystej ekipy Club Atlas, gdzie od razu został podstawowym zawodnikiem drużyny. Już po kilku miesiącach otrzymał również opaskę kapitana.
| Sezon     | Klub         | Kraj   | Rozgrywki | Mecze | Bramki |
| --------- | ------------ | ------ | --------- | ----- | ------ |
| 2003/2004 | Club Atlas   | Meksyk | Liga MX   | 28    | 0      |
| 2004/2005 | Club Atlas   | Meksyk | Liga MX   | 32    | 1      |
| 2005/2006 | Club Atlas   | Meksyk | Liga MX   | 34    | 1      |
| 2006/2007 | Club Atlas   | Meksyk | Liga MX   | 31    | 3      |
| 2007/2008 | Club Atlas   | Meksyk | Liga MX   | 35    | 5      |
| 2008/2009 | Club América | Meksyk | Liga MX   | 12    | 0      |
| 2008/2009 | CF Monterrey | Meksyk | Liga MX   | 10    | 0      |
| 2009/2010 | CF Monterrey | Meksyk | Liga MX   | 14    | 1      |
| 2010/2011 | San Luis FC  | Meksyk | Liga MX   | 33    | 2      |
| 2011/2012 | Club América | Meksyk | Liga MX   | 21    | 1      |
| 2012/2013 | Club América | Meksyk | Liga MX   | 42    | 3      |
| 2013/2014 | Club América | Meksyk | Liga MX   | 35    | 0      |
| 2014/2015 | Club Atlas   | Meksyk | Liga MX   | 34    | 4      |
| 2015/2016 | Club Atlas   | Meksyk | Liga MX   |       |        |

## Kariera reprezentacyjna
W listopadzie 2003 Medina został powołany przez szkoleniowca Eduardo Rergisa do reprezentacji Meksyku U-20 na Mistrzostwa Świata U-20 w ZEA. Wystąpił wówczas we wszystkich trzech meczach (z czego w dwóch w roli rezerwowego), za to jego drużyna odpadła z młodzieżowego mundialu już w fazie grupowej, zajmując w niej ostatnie miejsce po zanotowaniu dwóch porażek i remisu.
W sierpniu 2003 Medina znalazł się w ogłoszonym przez selekcjonera Ricardo La Volpe składzie olimpijskiej reprezentacji Meksyku U-23 na Igrzyska Panamerykańskie w Santo Domingo. Na męskim turnieju piłkarskim dominikańskich igrzysk pełnił rolę podstawowego gracza swojej kadry – rozegrał wszystkie pięć meczów (z czego cztery w wyjściowym składzie), zdobywając gola w konfrontacji fazy grupowej z Argentyną (3:4), natomiast Meksykanie odpadli z rozgrywek w półfinale po porażce z Brazylią (0:1), zdobywając ostatecznie brązowy medal.
W seniorskiej reprezentacji Meksyku Medina zadebiutował za kadencji selekcjonera La Volpe, 10 października 2004 w wygranym 2:0 meczu towarzyskim z Gwatemalą. Niemal dekadę później wystąpił w dwóch spotkaniach wchodzących w skład eliminacji do Mistrzostw Świata 2014, udanych ostatecznie dla jego drużyny. W 2014 roku znalazł się w ogłoszonym przez szkoleniowca Miguela Herrerę składzie meksykańskiej kadry na Mistrzostwa Świata w Brazylii, jednak kilka tygodni przed rozpoczęciem turnieju doznał kontuzji, która wyeliminowała go z udziału w rozgrywkach; jego miejsce zajął Miguel Ponce. Rok później został natomiast powołany na rozgrywany w Chile turniej Copa América, gdzie jako podstawowy zawodnik wystąpił we wszystkich trzech spotkaniach w wyjściowej jedenastce. Meksykanie, którzy wystawili wówczas rezerwowy skład, odpadli wówczas z rozgrywek już w fazie grupowej.